# Bergtjärnen (Stigsjö socken, Ångermanland)
Bergtjärnen är en sjö i Härnösands kommun i Ångermanland och ingår i Gådeåns huvudavrinningsområde.